# 加利福尼亚州共和党
加利福尼亚州共和党（英語：California Republican Party，CA GOP）是美国共和党位于加利福尼亚州的附属政党，该党总部位于萨克拉门托，目前党主席为杰西卡·米兰·帕特森。
截至2020年10月，共和党籍注册选民约占该州所有注册选民的24%，远远落后于拥有46%注册选民的加州民主党。共和党在加州立法机构中占绝对少数，在加州众议院的80个席位中只占19个，在加州参议院的40个席位中只占9个。